# Roma-Napoli-Roma 1954
La Roma-Napoli-Roma 1954, trentunesima edizione della corsa, si svolse dal 29 aprile al 2 maggio 1954 su un percorso di 848,3 km, suddiviso su 4 tappe (la seconda e l'ultima suddivise in 2 semitappe, la prima in 3 semitappe). La vittoria fu appannaggio dell'italiano Bruno Monti, che completò il percorso in 26h03'13", precedendo il connazionale Fausto Coppi ed il belga Rik Van Steenbergen.

## Tappe
| Tappa  | Data      | Percorso                         | km    | Vincitore di tappa | Leader cl. generale |
| ------ | --------- | -------------------------------- | ----- | ------------------ | ------------------- |
| 1ª-1   | 29 aprile | Roma > Terni                     | 93,1  | Guido De Santi     | Guido De Santi      |
| 1ª-2   | 29 aprile | Terni > L'Aquila                 | 96,6  | Giorgio Albani     | ?                   |
| 1ª-3   | 29 aprile | L'Aquila/(Inseguimento su pista) | 4,5   | Bruno Monti        | ?                   |
| 2ª-1   | 30 aprile | L'Aquila > Avezzano              | 62,6  | Agostino Coletto   | ?                   |
| 2ª-2   | 30 aprile | Avezzano > Caserta               | 197   | Bruno Monti        | Bruno Monti         |
| 3ª     | 1º maggio | Caserta > Napoli                 | 101,6 | Hugo Koblet        | Bruno Monti         |
| 4ª-1   | 2 maggio  | Napoli > Latina                  | 173   | Fausto Coppi       | Bruno Monti         |
| 4ª-2   | 2 maggio  | Latina > Roma                    | 119,9 | Fausto Coppi       | Bruno Monti         |
| Totale | Totale    | Totale                           | 848,3 |                    |                     |

## Dettagli delle tappe

### 1ª tappa, 1ª semitappa
- 29 aprile: Roma > Terni – 93,1 km

Risultati
| Pos. | Corridore       | Squadra    | Tempo    |
| ---- | --------------- | ---------- | -------- |
| 1    | Guido De Santi  | Bottecchia | 2h44'50" |
| 2    | Nino Defilippis | Torpado    | s.t.     |
| 3    | Bruno Monti     | Arbos      | s.t.     |

| Pos. | Corridore      | Squadra    | Tempo |
| ---- | -------------- | ---------- | ----- |
| 1    | Guido De Santi | Bottecchia | ?     |

### 1ª tappa, 2ª semitappa
- 29 aprile: Terni > L'Aquila – 96,6 km

Risultati
| Pos. | Corridore      | Squadra | Tempo    |
| ---- | -------------- | ------- | -------- |
| 1    | Giorgio Albani | Legnano | 3h19'26" |
| 2    | Fausto Coppi   | Bianchi | s.t.     |
| 3    | Stan Ockers    | Peugeot | s.t.     |

| Pos. | Corridore | Squadra | Tempo |
| ---- | --------- | ------- | ----- |
| 1    | ?         | ?       | ?     |

### 1ª tappa, 3ª semitappa
- 29 aprile: L'Aquila/(Inseguimento su pista) – 4,5 km

Risultati
| Pos. | Corridore       | Squadra | Tempo  |
| ---- | --------------- | ------- | ------ |
| 1    | Bruno Monti     | Arbos   | 4'36"7 |
| 2    | Fausto Coppi    | Bianchi | a 0"7  |
| 3    | Raymond Impanis | Mercier | a 7"7  |

| Pos. | Corridore | Squadra | Tempo |
| ---- | --------- | ------- | ----- |
| 1    | ?         | ?       | ?     |

### 2ª tappa, 1ª semitappa
- 30 aprile: L'Aquila > Avezzano – 62,6 km

Risultati
| Pos. | Corridore           | Squadra | Tempo    |
| ---- | ------------------- | ------- | -------- |
| 1    | Agostino Coletto    | Fréjus  | 2h16'45" |
| 2    | Fausto Coppi        | Bianchi | s.t.     |
| 3    | Rik Van Steenbergen | Mercier | s.t.     |

| Pos. | Corridore | Squadra | Tempo |
| ---- | --------- | ------- | ----- |
| 1    | ?         | ?       | ?     |

### 2ª tappa, 2ª semitappa
- 30 aprile: Avezzano > Caserta – 197 km

Risultati
| Pos. | Corridore      | Squadra | Tempo    |
| ---- | -------------- | ------- | -------- |
| 1    | Bruno Monti    | Arbos   | 7h12'14" |
| 2    | Fiorenzo Magni | Nivea   | a 1'16"  |
| 3    | Stan Ockers    | Mercier | a 1'22"  |

| Pos. | Corridore   | Squadra | Tempo |
| ---- | ----------- | ------- | ----- |
| 1    | Bruno Monti | Arbos   | ?     |

### 3ª tappa
- 1º maggio: Caserta > Napoli – 101,6 km

Risultati
| Pos. | Corridore      | Squadra    | Tempo    |
| ---- | -------------- | ---------- | -------- |
| 1    | Hugo Koblet    | La Perle   | 2h18'00" |
| 2    | Guido De Santi | Bottecchia | s.t.     |
| 3    | Giorgio Albani | Legnano    | s.t.     |

| Pos. | Corridore   | Squadra | Tempo |
| ---- | ----------- | ------- | ----- |
| 1    | Bruno Monti | Arbos   | ?     |

### 4ª tappa, 1ª semitappa
- 2 maggio: Napoli > Latina – 173 km

Risultati
| Pos. | Corridore           | Squadra | Tempo    |
| ---- | ------------------- | ------- | -------- |
| 1    | Fausto Coppi        | Bianchi | 4h48'00" |
| 2    | Bruno Monti         | Arbos   | a 1'09"  |
| 3    | Rik Van Steenbergen | Mercier | s.t.     |

| Pos. | Corridore   | Squadra | Tempo |
| ---- | ----------- | ------- | ----- |
| 1    | Bruno Monti | Arbos   | ?     |

### 4ª tappa, 2ª semitappa
- 2 maggio: Latina > Roma – 119,9 km

Risultati
| Pos. | Corridore           | Squadra | Tempo    |
| ---- | ------------------- | ------- | -------- |
| 1    | Fausto Coppi        | Bianchi | 3h18'01" |
| 2    | Bruno Monti         | Arbos   | a 29"    |
| 3    | Rik Van Steenbergen | Mercier | s.t.     |

| Pos. | Corridore          | Squadra | Tempo     |
| ---- | ------------------ | ------- | --------- |
| 1    | Bruno Monti        | Arbos   | 26h03'13" |
| 2    | Fausto Coppi       | Bianchi | a 24"     |
| 3    | Rik V. Steenbergen | Mercier | a 3'09"   |

## Classifiche finali

### Classifica generale
| Pos. | Corridore           | Squadra               | Tempo     |
| ---- | ------------------- | --------------------- | --------- |
| 1    | Bruno Monti         | Arbos                 | 26h03'13" |
| 2    | Fausto Coppi        | Bianchi-Pirelli       | a 24"     |
| 3    | Rik Van Steenbergen | Mercier-BP-Hutchinson | a 3'09"   |
| 4    | Giorgio Albani      | Legnano               | a 3'49"   |
| 5    | Fiorenzo Magni      | Nivea-Fuchs           | a 4'13"   |
| 6    | Guido De Santi      | Bottecchia-Ursus      | a 4'48"   |
| 7    | Hugo Koblet         | La Perle-Hutchinson   | a 5'00"   |
| 8    | Raymond Impanis     | Mercier-BP-Hutchinson | a 6'36"   |
| 9    | Miguel Poblet       | La Perle-Hutchinson   | a 8'58"   |
| 10   | Nino Defilippis     | Torpado-Ursus         | a 10'36"  |